# حبق كوفدونتي
حبق كوفدونتي (الاسم العلمي:Ocimum cufodontii) هو نوع من النباتات يتبع جنس الحبق من الفصيلة الشفوية.